# N.E.W.S
Albums de Prince
The Rainbow Children
(2001) Musicology
(2004)
N.E.W.S est un album instrumental de Prince contenant 4 titres durant respectivement 14 minutes. L'album fut enregistré en une journée dans la maison d'édition de Prince le 6 février 2003 à Paisley Park Records.

## Liste des titres
| No | Titre | Durée |
| -- | ----- | ----- |
| 1. | North | 14:00 |
| 2. | East  | 14:00 |
| 3. | West  | 14:00 |
| 4. | South | 14:00 |

## Musiciens
- Prince - guitare électrique, rhodes, claviers, percussions
- Eric Leeds - saxophone baryton, saxophone ténor
- John Blackwell - batterie
- Renato Neto - piano, synthétiseurs
- Rhonda Smith - basse électrique & acoustique